# Beat TV
Beat TV fue un canal de televisión por suscripción hondureño de programación musical. Era propiedad del Grupo R-Media.

## Programación
- The Beat
- B-Beat
- Full flow
- Musas
- Scratched
- Oh yeah!
- Detrás del beat
- Viva la pop
- Gamers
- Mundo beats
- Sabor Caribe
- Top 10
- Trailers
- Headbangers
- Enamóra-T
- Crónicas de la calle
- Conciertos y especiales de Beat TV
- Café Musique